# Lawrence Stroll
Lawrence Stroll (született Lawrence Sheldon Strulovitch, Montréal, Québec, 1959. július 11. –) kanadai üzletember, a Aston Martin F1 csapat tulajdonosa. Vagyonát a Forbes 2023-ban 3,8 milliárd amerikai dollárra becsülte.

## Élete
Lawrence Stroll Lawrence Sheldon Strulovitch néven született Montréalban, Québec tartományban, kanadai zsidó családban, Leo Strulovitch fiaként.
Vagyonát főként üzleti befektetéseinek köszönheti. A ruházati iparágban épített ki kapcsolatokat, a neves dizájner Pierre Cardin és Ralph Lauren általa tett szert jelentős piacra Kanadában. A 2000-es években Silas Chou hongkongi milliárdossal és textilipari mágnással a Garrard & Co és a Tommy Hilfiger márkákba is fektetett be. A Circuit Mont-Tremblant versenypálya, valamint a Aston Martin Formula–1-es csapat tulajdonosa.
Lawrence Strollnak nagy darabszámú Ferrari autógyűjteménye van, főként a Ferrari 250 GTO és a LaFerrari típusok találhatóak meg benne, de kollekciójában van McLaren és Ford GT sportautó is.

## Családja
Felesége Claire-Anne Stroll (született Callens), aki a Callens nevű divatüzletet működteti. Két gyermeke van. Fia, Lance Stroll Formula–1-es autóversenyző, lánya Chloe Stroll.